# Pan Tadeusz (1999)
Pan Tadeusz ist ein polnischer Spielfilm, der auf dem gleichnamigen Versepos des polnischen Schriftstellers Adam Mickiewicz basiert.

## Handlung
Polnische Emigranten erinnern sich in Paris an den letzten Aufstand gegen den Zaren in Polen-Litauen. Adam Mickiewicz ist einer von ihnen und erzählt die Geschichte des Pan Tadeusz. Der junge Tadeusz Soplica kehrt 1811 nach Beendigung seiner Studien auf den Landsitz seiner Familie in Litauen zurück. Dort erwartet ihn sein Vormund und Bruder seines Vaters, der Richter Soplica. Der Richter führt das Anwesen. Das Haus seiner Familie macht einen völlig leeren Eindruck. Tadeusz sucht sein einstiges Kinderzimmer auf und entdeckt das Mädchen Zosia.
Am Abend gibt es ein großes Fest im Schloss der Grafenfamilie. Tadeusz verliebt sich in die schöne Telimena, die wesentlich älter ist als Tadeusz und auch vom Grafen umworben wird. Es stellt sich heraus, dass das Mädchen Zosia unter der Obhut der Grafenfamilie steht und in seinem ehemaligen Zimmer wohnt. Die Gefühle für Telimena und für Zosia verwirren den jungen Tadeusz. Sie machen ihn blind für die Geschehnisse um ihn herum. So erkennt er im Priester Robak auch nicht seinen Vater Jacek Soplica. Jacek Soplica brachte Schande über die Familie Soplica. Wegen Mordes an dem herrschenden Grafen floh er einst in ein Kloster. Seitdem lebt die Familie Soplica im Streit mit der Grafenfamilie und ist den Rachegelüsten des treuen Dieners Gerwazy ausgesetzt. Im Gewand des Priesters Robak kehrt Jacek Soplica nun zurück. Der patriotische Priester Robak erkennt die Möglichkeit, dass Polen seine Unabhängigkeit zurück erlangen kann. Es kommt zum Aufstand gegen den Zaren. Robak wird tödlich verwundet und gibt sich auf dem Sterbebett zu erkennen. Es kommt zur Versöhnung zwischen den Familien, und Tadeusz kann sich mit Zosia verloben.

## Soundtrack und Titelsong zum Film
Den Soundtrack zum Film komponierte Wojciech Kilar, international bekannt für seine Filmmusiken zu Bram Stoker’s Dracula, Der Tod und das Mädchen, Portrait of a Lady, Der Pianist, Die Truman Show und Die neun Pforten. Pomaton EMI veröffentlichte den Soundtrack zum Film unter dem Filmtitel Pan Tadeusz im Jahre 1999 auch auf CD. Das Nationale Symphonieorchester des Polnischen Rundfunks nahm im Juli 1998 im Warschauer Studio S4 des Polnischen Radios zunächst Titel 13 auf (Tontechniker: Dariusz Szweryn). Im Dezember 1998 folgten Titel 1–12 und 14–15 im hauseigenen Konzertsaal des Rundfunkorchesters (Tontechnikerin: Beata Jankowska-Burzyńska, Assistent: Jacek Kuśmierczyk). Titel 17 und 18 waren die beiden letzten produzierten Titel. Sie wurden im Juli 1999 im Studio M1 des Polnischen Radios Warschau aufgenommen (Tontechniker: Tadeusz Mieczkowski). Die Soundtrack-CD enthält auch den Titelsong zum Film Soplicowo mit Grzegorz Turnau und Stanisław Sojka.
Kilars Polonez aus dem Film (Titel 15) ist inzwischen ein sehr beliebter Tanz beim polnischen Abiball, bei polnischen Hochzeiten und neuerdings auch auf Polens Straßen und Plätzen, wo man sie zusammen mit Stadtabgeordneten tanzt.

## Kritiken
„Die Dialoge, Dreizehnsilber mit paarweisem Reim, haben sowohl trefflichen Realismus wie ironische und selbstironische Pointierungen und Poesie der Romantik. Die sprachliche Schönheit und Kraft erschließt sich dem nichtpolnischen Zuschauer natürlich nicht in vollem Ausmaß, doch die geschmeidig opulenten Bilder von Kameramann Paweł Edelman vermitteln visuell ergänzend die Stilisierung der an Emotionen, Dramatik und Spannung nicht gerade armen Erzählung.“

## Auszeichnungen
Der Film war Polens offizieller Vorschlag als Bester Ausländischer Film für die Oscarverleihung 2000, erhielt aber keine Nominierung. Dafür wurde er in diesem Jahr mit gleich sechs Polnischen Filmpreisen ausgezeichnet, und zwar in den Kategorien Beste Hauptdarstellerin (Grażyna Szapołowska), Beste Kamera, Beste Filmmusik, Bestes Szenenbild (Allan Starski), Bester Schnitt und Bester Ton.